# بيدراي
بيدراي أو بِدرَي ( بالأوغاريتية 𐎔𐎄𐎗𐎊 بدري  ) كانت إلهة أوغاريتية ذات شخصية غامضة. ورد ذكرها لأول مرة باعتبارها إلهة أمورية في قائمة معجمية ثنائية اللغة من بلاد ما بين النهرين ، وبخلاف ذلك فهي موجودة بشكل حصري تقريبًا وجيد في النصوص الأوغاريتية، إلا أن دورها في الدين الأوغاريتي لا يزال مبهم. ويرجح أنها كانت إحدى الآلهة الحامية لملوك أوغاريت . هناك اقتراح آخر يربطها بالطقس، على الرغم من أن هذا الافتراض ليس مقبولًا عالميًا. ولا يزال معنى اسمها موضع خلاف كذلك. في الأساطير الأوغاريتية ، وصفت بأنها ابنة إله الطقس بعل . وتظهر في دورة البعل إلى جانب الإلهة طلي ، التي تعتبر أختها. وفي مقطع واحد انضم إليهم أيضًا ارصي . كما تم ذكر بدري وحده في أسطورة زواج نكل ويرخ .

## الاسم والشخصية
أقدم تهجئة لاسم بيدراي. ورد في قائمة معجمية ثنائية اللغة أمورية - أكادية قديمة ، بصيغة pi-id-ra-a ، ويُفترض أن ra-a تُنطق /ray/ في هذه الحالة.  ويكتب بدري pdry في الأبجدية الأوغاريتية .  وأكد النطق الصحيح من خلال التهجئة المقطعية pí-id-ra-i في رسالة أكدية من أوغاريت مكتوبة بالخط المسماري القياسي.  وهناك تهجئة مقطعية أخرى موثقة في مصادر أوغاريت وهي pi-id-ra-yu .  لا يزال أصل هذا الاسم غير مؤكد.  هناك نظرية تربطه بالجذر پدر/ بدر ، "بذر" أو "نشر"، ما ثبت في العديد من اللغات السامية .  وفقًا لستيف ويجينز Steve A. Wiggins، فإن هذا يعتمد على افتراض أن اسم بيدراي يعكس دورها الافتراضي كإلهة للطقس ، الأمر غير المثبت بشكل مباشر في أي نص.  وهناك اقتراح ترجمة مختلف يعتمد على افتراض المعنى هو "بارق"، استنادًا إلى ارتباط افتراضي بالبرق .  وأحيانًا يُقترح أن لقبها "ابنة النور" ( بت ارا ؛ ترجمة بديلة اقترحتها عائشة رحموني هي "مُشتتة النور")، والذي ثبت اثنتي عشرة مرة في النصوص الأوغاريتية المعروفة، 
يقترح كريبرنيك Manfred Krebernik أن اسم بيدراي قد يكون مرتبطًا اشتقاقيًا باسم الإله الصغير بيدار. ويشير كريبرنيك إلى أنه في حين كان يُعتقد في الماضي أن اسم بيدار مشتق من الكلمة الأوغاريتية بدر pdr، والتي تعني "مدينة"، فمن المرجح أنه مرتبط بالكلمة الحورية pedari، والتي تعني "ثور".."
من المرجح أن بيدراي ربما كانت واحدة من الآلهة الحامية للأسرة الحاكمة في أوغاريت أو للمملكة ككل، كما هو موثق فيما يتعلق بالقصر الملكي. 

## الارتباطات مع الآلهة الأخرى
بيدراي هي أفضل إلهة أوغاريتية معروفة باعتبارها من بنات بعل .   من المفترض أحيانًا أنها شكلت ثالوث مع ابنتيه الأخريين، طلي وارصي ،  على الرغم من أن هذا الرأي تعرض لانتقادات من قبل ويجينز Steve A. Wiggins، الذي يشير إلى أن أرصي تظهر مع الإلهتين الأخريين مرة واحدة فقط في مجموعة النصوص بأكملها، في مقطع من دورة البعل عندما ينوح بعل لأنه ليس لديه بيت.  على غرار طليوارصي، يُشار إلى بيدراي باعتبارها واحدة من klt knyt ، "العرائس المثالية"، في مقطع واحد من دورة بعل .  في حين يزعم البعض أحيانًا أن هذا اللقب يشير إلى هؤلاء الثلاثة باعتبارهن زوجات للبعل، إلا أن هذا الاستنتاج لا يحظى بقبول عالمي بين الخبراء.  يشير ويجينز إلى أن بيدراي على وجه الخصوص موصوفة بأنها غير متزوجة في أسطورة أخرى، وأن المصطلح من غير المرجح أن يشير إلى الآلهة الثلاث كزوجات لبعل لأنه لا يصاحبه لاحقة ضميرية ملكية.  ويشير ويجينز أيضًا إلى أن حقيقة عدم وجود منزل لبيدراي وأخواتها على ما يبدو تتناسب مع وضع بنات بعل في سياق دورة بعل ، كما هو الحال في الثقافة الأوغاريتية إذ كان من المتوقع أن تعيش البنات غير المتزوجات في منزل والدهن. 
ولا يوجد دليل على أن أيًا من الإلهتين عنات وعشتارالمرتبطتين ببعل، كانت تعتبر أم بيدراي أو أخواتها. 
يقترح ثيور Gabriele Theuer أن يبدرمي ybdrmy كان لقبًا أو اسمًا بديلًا لبيدراي .  ورد ذكر هذه الإلهة في أسطورة زواج نيكال ويرح كواحدة من الآلهة التي يمكن أن تتزوج بدلاً من نيكال .  لكن لم يثبت وجودها في أي نصوص أوغاريتية.  يعتقد واتسون Wilfred G. E. Watson  وشفيمر Daniel Schwemer أن يبردمي هي إحدى بنات بعل، لكنها ليست نفس الإله بيدراي.  وربما كانت أيضًا أخت عثتر  أو ابنته. 
في إحدى قوائم الآلهة الأوغاريتية، تم وضع بيدراي بين إله الحرف كوثر وإله المحارب عثتر.  وفي قصة أخرى، تظهر بين الإلهتين الحوريتين شاروما وداكيتو . 
تُظهِر قائمة معجمية ثنائية اللغة أمورية-أكادية بيدراي باعتباره النظير الأموري للإلهة الرافدينية نانايا .  وأمكن إثبات التكافؤ بين بيدراي والإلهة الحورية خبات في النصوص الأوغاريتية.  زعم فان سولدت Wilfred H. van Soldt أن الأسماء الثيوفورية في أوغاريت التي تستحضر الإلهة خبات، والتي يُعرف منها أربعة عشر اسمًا، تستخدم اسمها كبديل لبيدراي.  ومع ذلك، يلاحظ ويجينز أن المساواة الكاملة بين بيدراي وخبات "غير مبررة".  وكذلك يلاحظ شفيمر عدم وجود ما يشير إلى أنها كانت تعمل كزوجة لإله الطقس، على عكس خبات، التي كانت تعتبر زوجة تيشوب . 

## عبادة
وردت أقدم شهادة لبيدراي في مخطوطة ثنائية اللغة أمورية - أكدية  يرجع تاريخها للعصر البابلي القديم ونشرها لأول مرة أندرو ر. جورج وكريبرنيك في عام 2022.  ويستنتجان أنه في حين أنها لم توثق كإلهة معبودة بنشاط إلا في أواخر العصر البرونزي في أوغاريت ، فمن المحتمل أنها كانت موضع تبجيل في مناطق مختلفة يسكنها الأموريون في العصر البابلي القديم، مما يشير إلى وجود ارتباط محتمل بحلب . 
وُثقت بيدراي جيدًا في النصوص الدينية الأوغاريتية، ويبدو إنها لعبت دورًا مهمًا في الحياة الدينية لهذه المدينة.  يذكرها أول لوح اكتشف في أثناء أعمال التنقيب في عام 1929م بأنها كانت من بين الآلهة التي تتلقى القرابين أثناء شعائر معقدة كانت تجري على ما يبدو على مدار يوم وليلة.  خلال الجزء الذي جرى في الليل، قرب نهاية الحفل، يقدم لبيدراي بقرة بعد نفس التقدمة لشاروما وقبل تقدمة نعجة لداكيتو .  وتذكر نصوص شعائرية أخرى تقدمة كبشًا كذبيحة محرقة في معبد بعل لبيدراي وآخر كـ"ذبيحة سلام".  يذكر نص بعنوان "التضحية لآلهة جبل صفون " أنها تلقت كبشًا بين كوثر و"الجبال ومياه الهاوية".  من المرجح أيضًا أن الإشارة في السطر الختامي لطقوس حوريّة من أوغاريت ( KTU 1.42) تخص بيدراي.  ومن المفترض أن يكون هذا النص وصفًا لشعائر مسح تماثيل الآلهة. 
كما تم توثيق احتفال مخصص لبيدراي.  ومن المعروف أن الأمر يتعلق بإعداد سرير لها، على الرغم من أن الغرض الدقيق من هذا الإجراء لا يزال مجهولًا.  اقترح البعض أنها تمثل طقوس الزواج المقدس أو الحلم في المعبد Incubation، لكن باردي Dennis Pardee لاحظ أنه لا توجد معلومات أخرى لصالح أو ضد أحد هذه الاحتمالات.  كما يُعرف وجود إشارة مباشرة إلى التضحيات المقدمة لبيدراي في القصر الملكي من خلال لوح إداري يسرد إمدادات النبيذ التي توفرها مدن مختلفة بالقرب من أوغاريت. 
هناك شهادة متأخرة واحدة معروفة عن بيدراي من خارج أوغاريت.  ترد في بردية مكتوبة باللغة الآرامية بالخط الديموطيقي تذكر "بيدراي من رافيا" إلى جانب بعل صفون. 

## الأساطير
تظهر بيدراي في دورة بعل .  في أثناء مأدبة عشاء، أدرجت إلى جانب طالي باعتبارها واحدة من الإلهتين اللتين كان بعل ينظر إليهما لأسباب غامضة.  كلاهما، بالإضافة إلى ارصي، يتم الإشارة إليهما أيضًا عندما يشتكي بعل من أنه ليس لديه بيت ليسكن فيه.  لاحقًا، عندما ناقش بعل تركيب نافذة في قصره مع كوثر-و-خاسيس ، ذكر بيدراي مرة أخرى إلى جانب طالي .  اعترض إله الطقس في البداية على اقتراح إضافة النوافذ لأنه كان قلقًا من احتمال أن تهرب ابنتاه من خلالها أو يتم اختطافهما من قبل عدوه، إله البحر يم .  وقد أشار البعض إلى أن بعل على ما يبدو كان يقدر سلامتهم تقديرًا كبيرًا، وكانت اهتمامه الأساسي في أثناء الجدال حول قصره.  يبدو أن مخاوفه لا أساس لها من الصحة، إذ لا توجد أية فقرات لاحقة تشير إلى هروب بيدراي وطالي أو اختطافهما.  وأخيرًا، أُمر بعل بأن ترافقه هاتين الإلهتين عندما ينزل إلى العالم السفلي.  ولم يرد ذكرهم بعد عودته من الموت. 
كذلك أسطورة زواج نيكال ويرح .  تشير إلى بيدراي إذ يذكرها خيريخيبي كواحدة من الآلهة التي يمكن ليرح أن يتزوجها بدلاً من نيكال.  ومع ذلك، رفض إله القمر هذا الاقتراح. 

## هوامش
1. 1 2 3  Pardee 2002، صفحة 21.
2. 1 2 3 4  George & Krebernik 2022، صفحة 119.
3. 1 2 3 4 5  Krebernik 2005a، صفحة 557.
4. ↑  Wiggins 2003، صفحات 94-95.
5. ↑  Theuer 2000، صفحة 173.
6. 1 2  Wiggins 2003، صفحة 95.
7. ↑  Rahmouni 2008، صفحة 123.
8. ↑  Krebernik 2005، صفحة 556.
9. ↑  Theuer 2000، صفحة 34.
10. 1 2  Wiggins 2003، صفحة 94.
11. ↑  Wiggins 2003، صفحات 97-98.
12. 1 2  Wiggins 2003، صفحة 86.
13. 1 2  Wiggins 2003، صفحات 86-87.
14. ↑  Wiggins 2003، صفحة 87.
15. ↑  Schwemer 2008، صفحة 13.
16. 1 2  Theuer 2000، صفحة 177.
17. 1 2 3  Wiggins 1998، صفحة 765.
18. ↑  Watson 1993، صفحة 53.
19. ↑  Schwemer 2001، صفحة 545.
20. ↑  Theuer 2000، صفحات 177-178.
21. ↑  Wiggins 1998، صفحة 769.
22. ↑  Pardee 2002، صفحة 15.
23. ↑  Schwemer 2008، صفحات 13-14.
24. ↑  van Soldt 2016، صفحة 104.
25. ↑  Schwemer 2008، صفحة 14.
26. ↑  George & Krebernik 2022، صفحات 113-114.
27. ↑  George & Krebernik 2022، صفحة 139.
28. 1 2  Wiggins 2003، صفحة 96.
29. ↑  Pardee 2002، صفحات 67-69.
30. ↑  Pardee 2002، صفحة 69.
31. ↑  Pardee 2002، صفحة 31.
32. ↑  Pardee 2002، صفحات 47-48.
33. ↑  Lam 2011، صفحة 165.
34. ↑  Lam 2011، صفحة 166.
35. ↑  Pardee 2002، صفحة 282.
36. 1 2  Pardee 2002، صفحة 96.
37. ↑  Pardee 2002، صفحات 214-215.
38. 1 2  Krebernik 2005a، صفحة 558.
39. ↑  Wiggins 2003، صفحة 85.
40. ↑  Wiggins 2003، صفحات 88-89.
41. ↑  Wiggins 2003، صفحة 90.
42. ↑  Wiggins 2003، صفحات 90-91.
43. 1 2  Wiggins 2003، صفحة 91.
44. ↑  Wiggins 2003، صفحات 91-92.